# Vullnet Basha
Vullnet Basha (Lausanne, 1990. július 11. –) svájci - koszovói albán labdarúgó, a lengyel Wisła Kraków középpályása. Bátyja a szintén albán válogatott Theszaloníkisz-játékos Migjen Basha.